# Ernest Jazbec
Ernest Jazbec, pravnik, organizator šolstva, * 16. april 1913, Sveto, † 22. maj 1945, koncentracijsko taborišče Ebensee. 

## Življenje in delo

### Otroštvo in mladost
Ernest Jazbec se je rodil 16. aprila 1913 na kmetiji v Svetem očetu Vincencu in materi Ivani, rojeni Kavčič. Osnovno šolo je obiskoval v domačem kraju in v Gorici, kjer je nadaljeval gimnazijsko šolanje v tamkajšnjem Malem semenišču. Študiral je pravo na Univerzi v Padovi. Po opavljanem študiju je v Gorici in Trstu deloval kot odvetnik v lastni odvetniški pisarni.

### Politično udejstvovanje
Že od srednješolskih let ga je zanimalo politično udejstvovanje. Pridružil se je goriškim politikom in bil podpornik Engelberta Besednjaka in Virgila Ščeka. Sodeloval je na sestanku kršanske mladine na Svetih Višarjah (18.–23. avgust 1938) in na tajnem srečanju na Otlici, kjer je nastopil proti goriškemu politiku Janku Kralju, na kar je verjetno vplival Virgil Šček.   
Po italijanskem premirju je s pomočjo študenta prava Karla Živica začel na Tržaškem organizirati slovensko šolstvo. Njegova zavzetost se je kazala v samostojnih akcijah odstranjevanja italijanskih napisov »scuola« s šolskih stavb, iskanju slovenskih otrok s pomočjo župnijskih matičnih knjig, oskrbi podeželjskih šol s tiskanimi spričevali in pečati ter nenazadnje v organiziranju sestankov s slovenskimi učitelji. Slovenske učitelje je zbral na treh takih sestankih, in sicer v kavarni Adriatico, svoji pisarni in pri občinskem svetovalcu Albertu Miklavcu, ter se z njimi pogovarjal o šolstvu in vrnitvi narodnega premoženja. Ustanovil je šolski svet, ki pa je pod vplivom Osvobodilne fronte odločil, da je treba za nadaljnjo osamosvajanje slovenskega šolstva počakati na popolno prostost, čeprav je sam podpiral Kraljevino Jugoslavijo in bil tako nasprotnik Osvobodilne fronte. Hodil je tudi k tržaškemu škofu Antoniu Santiniju in ga prigovarjal, naj v cerkvah dovoli slovensko besedo.  

### Aretacija in smrt
Ernest Jazbec je ostal v Trstu do aretacije 14. oktobra 1944, ki je bila posledica odkritja tržaške podružnice Vauhnikove obveščevalne organizacije pod vodstvom Jožeta Golca. Gestapo ga je odpeljal v taborišče Ebensee, kjer je ob koncu vojne umrl v nepojasnjenih okoliščinah, potem ko je okrog 1. maja že pisal domov, da se vrača. Na pokopališču v domačem kraju so mu sorodniki postavili spominsko obeležje.